# Relationer mellan Grekland och Serbien
Relationerna mellan Grekland och Serbien, kallad "grekisk-serbiska relationen" eller "serbisk-grekiska vänskapen", har enligt tradition varit vänskaplig på grund av nationernas många kulturhistoriska band emellan.
Serber och greker är anhängare till den östortodoxa kyrkan (serbisk-ortodoxa kyrkan och grekisk-ortodoxa kyrkan) och är bundna av alliansavtal och en inofficiell allians i krig ända sedan medeltiden. Den vänskapliga relationen länderna emellan har spelat en viktig roll för ländernas bilaterala relation med varandra. I modern tid har denna varit viktig under revolutionen mot Ottomanska kungadömet, Balkankriget, andra världskriget och under kriget i forna Jugoslavien.
Grekland är den största investeraren i serbisk ekonomi.[källa behövs]. Under Natos bombningar av Jugoslavien var Grekland den enda Natomedlemmen som fördömde aktionen och öppet uttryckte sitt missnöje. Den högsta domstolen i Grekland fann senare Nato skyldiga till krigsbrott.

## Kulturella

### Ortodoxa kyrkan

Hilandar, ett serbisk-ortodoxt kloster på Athos i Grekland.

Den starkt ortodoxa kristna närvaron i både Serbien och Grekland har ända sedan krigen för självständighet spelat en stor roll för att ge länderna ett gemensamt mål och en känsla av sammanhållning mellan de två nationaliteterna. Framförallt är Hilandar på Athos en tydlig symbol för detta.

### Bysantinskt arv

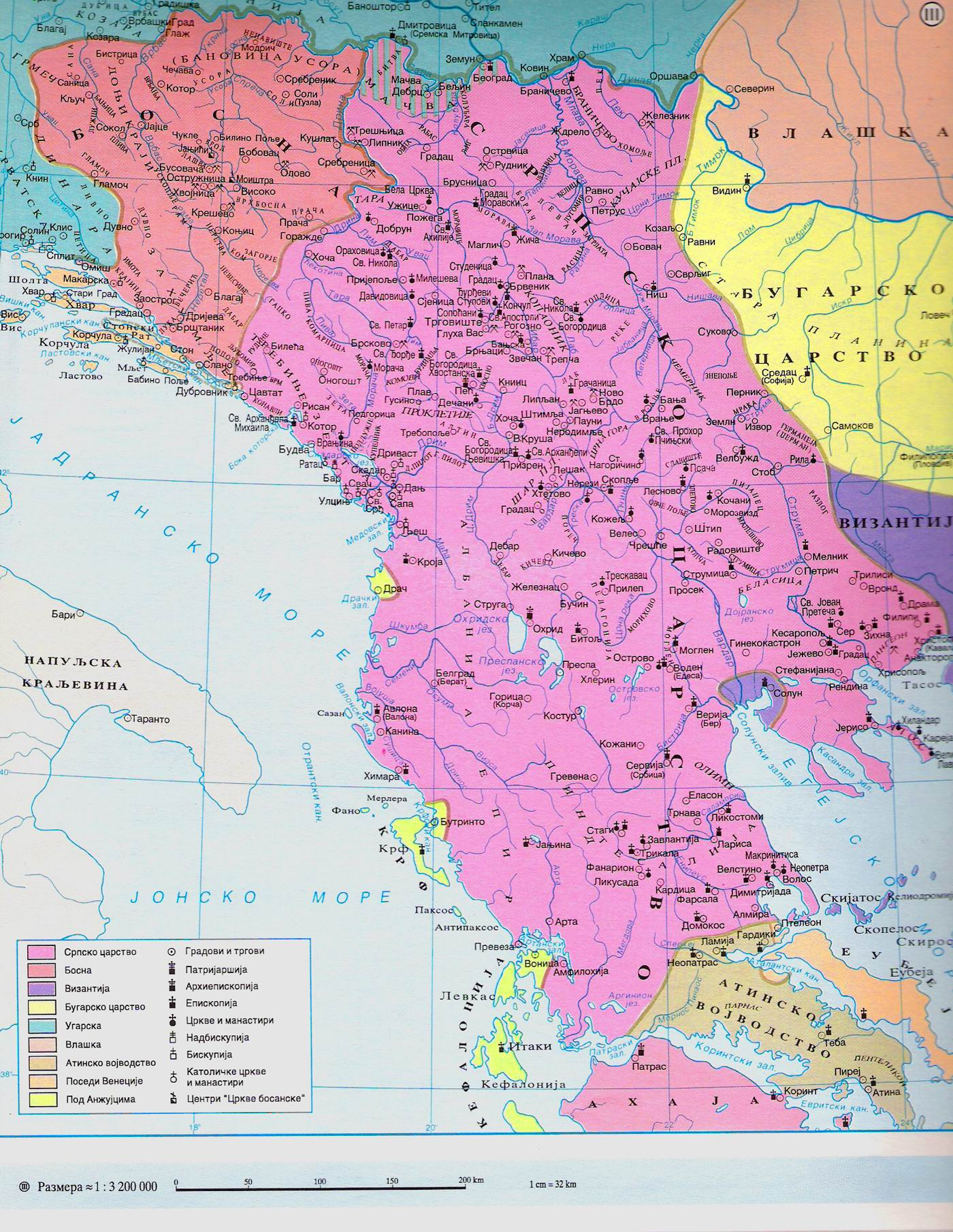
Uroš IV Dušan imperium, tsar och envåldshärskare över grekerna och serberna.

En annan viktig aspekt av den serbisk-grekiska vänskapen är det gemensamma kulturarvet de två nationerna har ärvt från bysantinska riket.
Serberna var mycket influerade av den grekiska kulturen i det bysantinska riket, särskilt under regeringstiden av den serbiska kejsaren Stefan Dušan. Dušan, som själv krönte sig till "kejsaren av serber och greker," gjorde både serbiska och grekiska till officiella språk i sitt imperium, skrev stadgar och undertecknade på grekiska och antog östromerska lagar som grunden till sitt imperium. Utbyggnaden av hans serbiska rike till grekisk mark och hans försök att fånga Konstantinopel var inte så mycket för att underkuva det grekiska imperiet, utan snarare för att få till ett serbisk-grekiskt imperium genom att slå ihop de två. Dušan gjorde sig därför besväret att uppvakta de grekiska invånarna i dessa provinser (som han hade förvärvat i Makedonien och norra Grekland). Hans kod av lag, eller Zakonik, proklamerade jämlikhet mellan greker och serber i alla provinser och bekräftade de privilegier som givits till de grekiska städerna av tidigare bysantinska kejsare, som Dusan såg som sina kungliga föregångare. Hans administratörer gavs bysantinska titlar som Despot, Caesar och sebastokrator och hans hov var en modell av den i Konstantinopel. Han präglade ett myntsystem i silver enligt bysantinsk stil, och kyrkor och kloster i slaviska samt de grekiska provinserna. Hans välde var dekorerat av konstnärer från den främsta bysantinska skolan". Den tidigare vice ordföranden i Republika Srpska, Dragan Dragic, erkände detta kulturarv och uppgav att serbernas rötter härstammar från grekiska civilisationen och att de två folken förenas genom Ortodoxi. Grekiska politiker har likaså uttryckt dessa känslor. Generalsekreterare för Europafrågor Dimitrios K. Katsoudas, konstaterade i ett tal om Serbien att "Grekland och Serbien är två länder som har antika och invecklade obligationer. Vår relation är vilse i djupet av tiden. Serbisk kultur och religion var starkt präglat av våra gemensamma rötter i stora civilisation Byzantium." Detta band stärktes också av de många äktenskap mellan sebriska och grekiska kungligheter, såsom giftermålen mellan Jelena Dejanović Dragaš och kejsar Manouel II Palaiologos och Eirene Kantakouzene till Prince Đurađ Branković.

## Historiska relationer

### Medeltiden

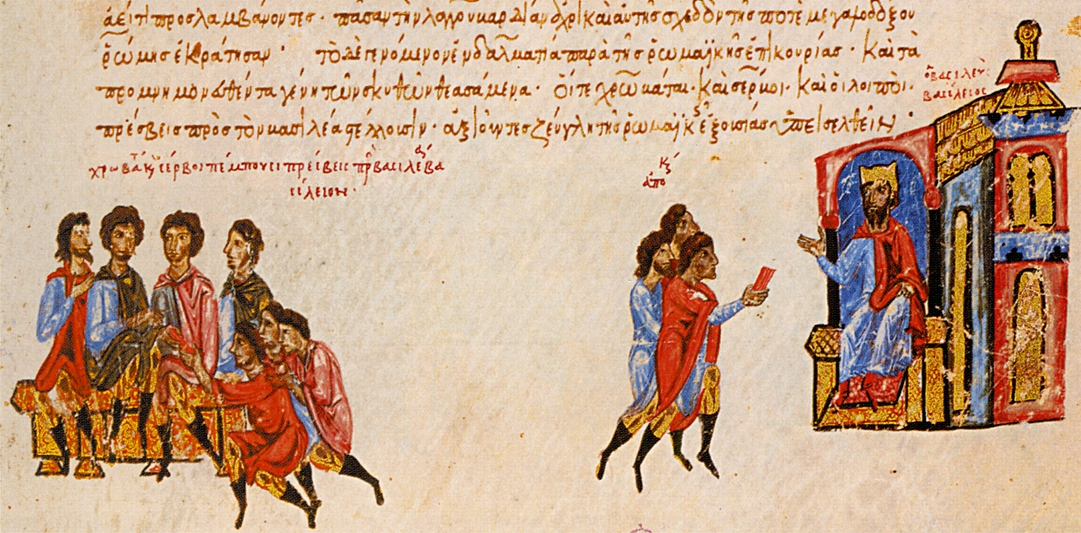
Basileios I, med en delegation av serber och kroater, 800-talet.

Sklaveni är en slavisk stam som gett upphov till namnet på dagens etno-lingvistiska grupper av slaver. De sägs  ha härjat i delar av det östromerska riket så tidigt som 518 e.kr. Medan majoriteten av sydslaverna var fientligt inställda till den kejserliga regimen, så var det några stammar som allierade sig med kejsaren. Serberna spårar sitt mytologiska ursprung i Vita Serber, som "bosatte sig under Herakles styre" och hjälpte till att bli av med avarerna. Serbien var bundet till bysantinerna av kultur och diplomati, med Serbien som officiellt kristen nation under Basileios I:s styre. Serberna har utvecklat den "bysantinsk-serbiska kulturen" som är det övervägande kulturförhållandet i Serbien.
Även om serberna har haft goda relationer med bysantinerna, så var Serbien tidvis direkt under styre av kejsaren, som under 1000-talet Catepanate Ras och under 1100-talet Tema av Sirmium.

#### Stefan Nemanja
De serbiska territorierna var vasallstater under Bysantinska riket från 700- till 1200-talet, då Stefan Nemanja gjorde uppror och störtade sin äldre bror Tihomir, prins av Rascia, och framgångsrikt avsatte och landsförvisade honom och hans två andra bröder Miroslav och Stracimir år 1166. Han besegrade en militär sökgrupp som var skickad till Tihomir av Manuel I Komnenos i en strid som kom att kallas slaget vid Pantino. Nemanjas Serbien fick erfara en kort självständighet och blev senare besegrad av kejsaren Manuel, han kapitulerade och fängslades, men relationen blev senare av mer vänskaplig natur mellan Nemanja och Manuel och hans ättelinje blev slutligen erkänd samt utsåg honom till den rättmätige härskaren av Rascien. Efter Manuel I Komnenos död ansågs inte längre Nemanja vara skyldig det bysantinska riket någon lojalitet eftersom hans löften var till kejsaren, inte till riket. Den serbiska armén, med hjälp från Ungern, tvingade bort de bysantinska styrkorka från Moravadalen och de erövrade regionerna där det bodde serber. År 1191 drabbade styrkorna samman igen och Nemanja retirerade till bergen. Nemanja hade en taktisk fördel och började plundra bysantinerna. Kejsare Isaac bestämde sig för att förhandla fram ett slutgiltigt fredsavtal som fick ge sig uttryck i att Stefan Nemanjic, Nemanjas son, gifte sig med den bysantinska prinsessan Eudocia och fick titeln sebastokrator, tidigare endast en titel som gavs till familjemedlemmar av den bysantinske kejsaren.

#### Senmedeltid
De två sista bysantinska kejsarna var till hälften serber genom sin mor, Jelena Dejanović-Dragaš.

### Balkankrigen

Rigas Feraios minnesmärke framför Nebojša Tower i Belgrad.

Under det första balkankriget år 1912-1913 besegrades Turkiet(Osmanska riket) av Grekland, Serbien, Montenegro och Bulgarien (Balkanförbundet). De delade det geografiska området Makedonien mellan sig. Under detta krig ändrades de ursprungliga alliansplanerna på grund av påtryckningar från de europeiska stormakterna: mycket av det land som ursprungligen tilldelats Grekland gick till Bulgarien, de grekiska arméerna slogs längre västerut än vad de ursprungligen planerat och den marken fördelades till Serbien.
I juni 1913 undertecknade Grekland och Serbien en allians för att motsätta sig en eventuell bulgarisk expansion. Den 16 juni samma år anföll Bulgarien länderna. Det avgörande nederlaget för Bulgarien var när grekerna vann slaget vid Kilkis-Lahanas och när serberna vann i Bregalnica. Då tvingades Bulgarien att retirera till en mer defensiv ställning fram till det att Rumänien gick med i kriget genom att anfalla just Bulgarien genom att hota Bulgariens huvudstad Sofia. Detta resulterade i att Bulgarien tvingades erkänna sig besegrat. Grekland och Serbien blev de vinnande parterna genom att framgångsrikt ha kämpat i kriget sida vid sida.

### Första världskriget

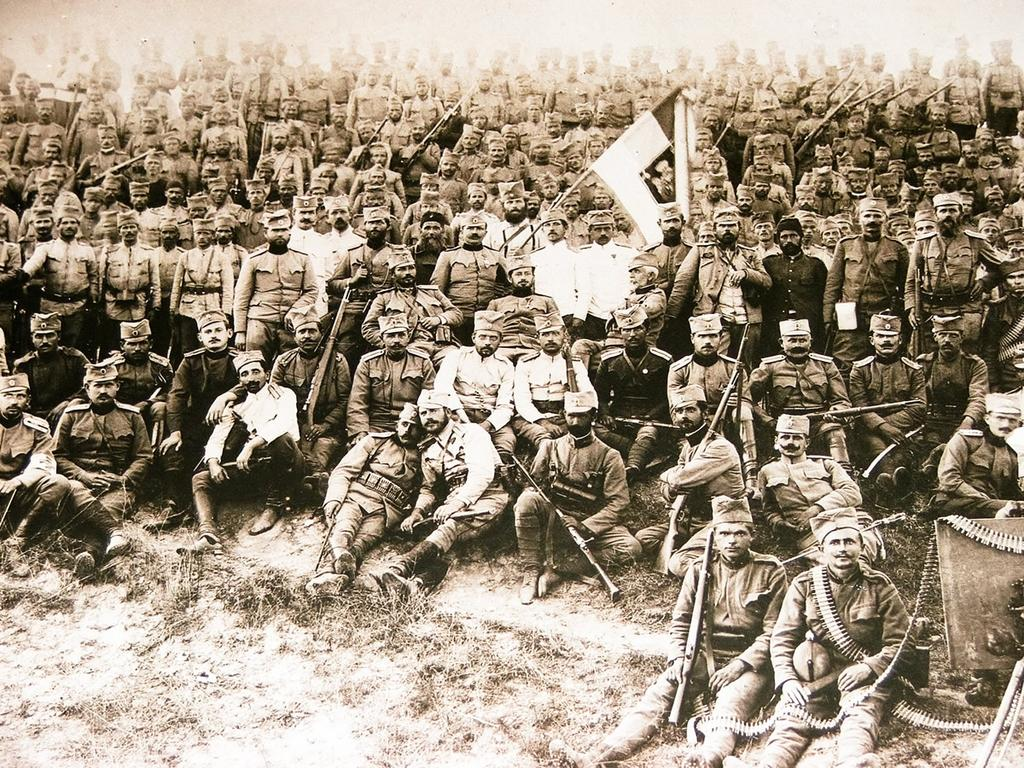
Serber i Korfu, 1916–1918.

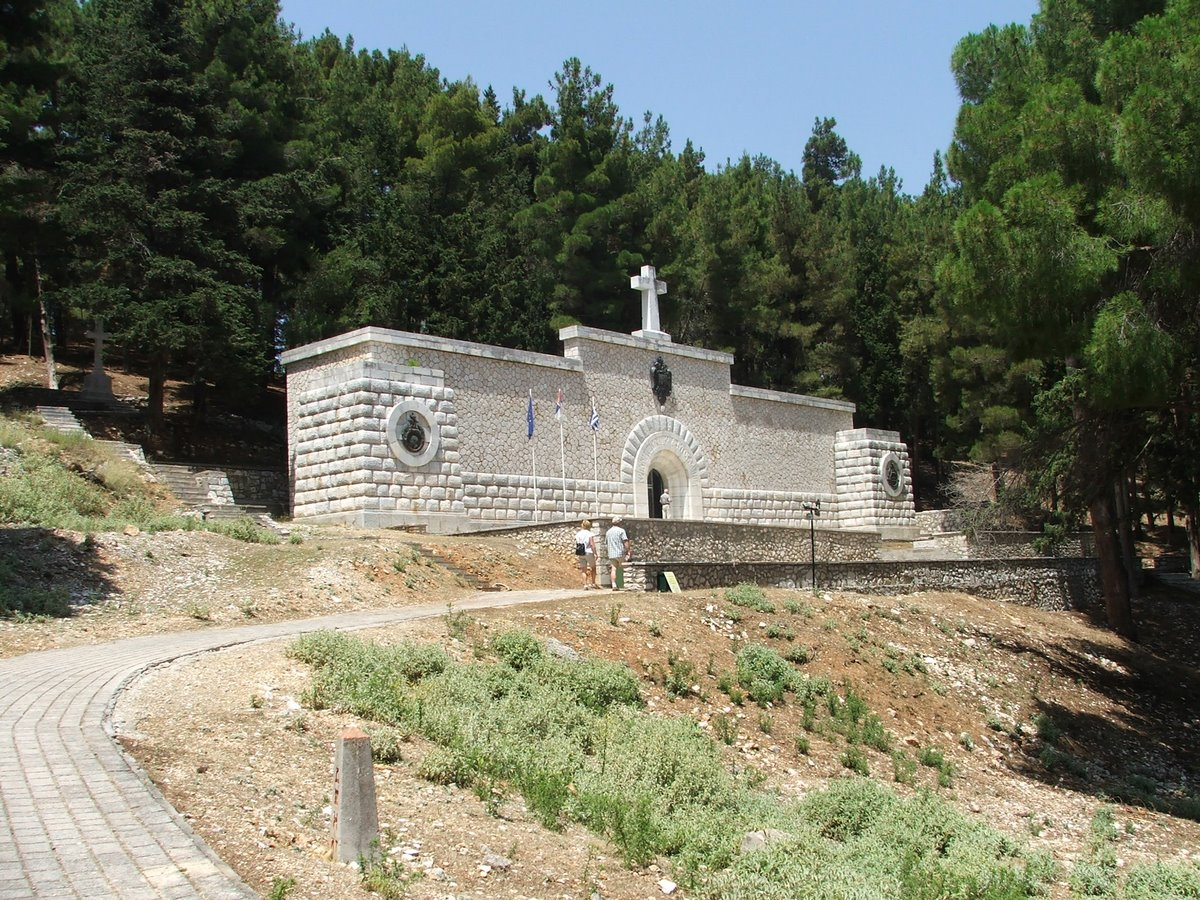
Serbiskt mausoleum på Vido, en ö nära Korfu.

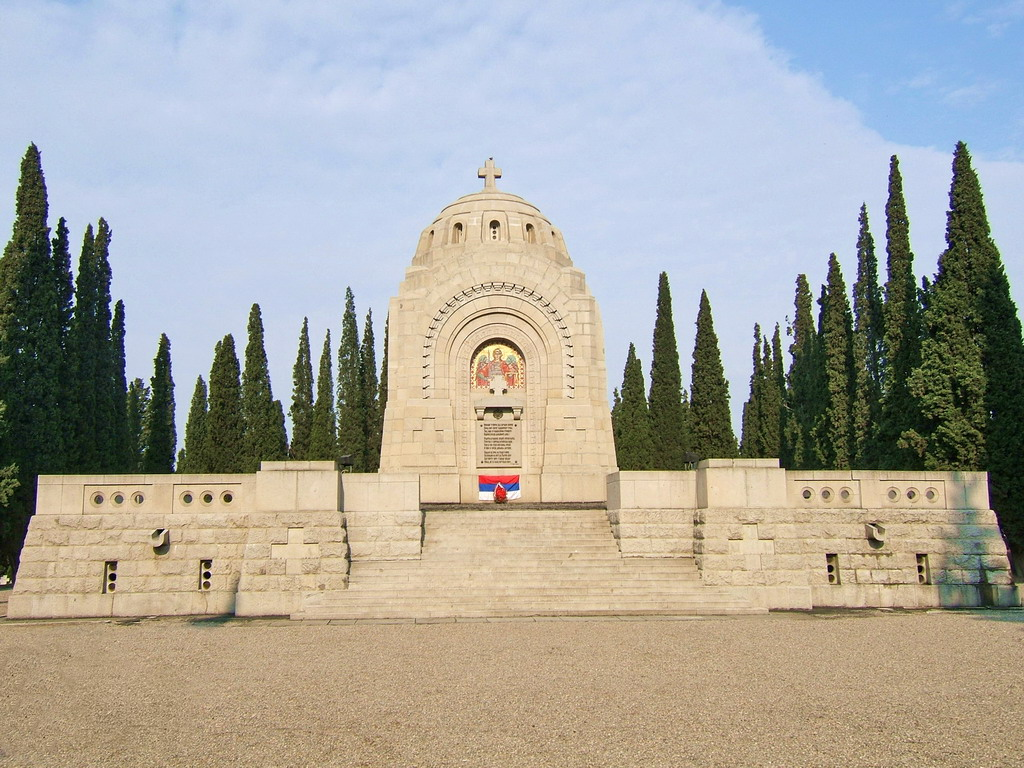
Serbisk militärkyrkogård, Zejtinlik i Thessaloniki.

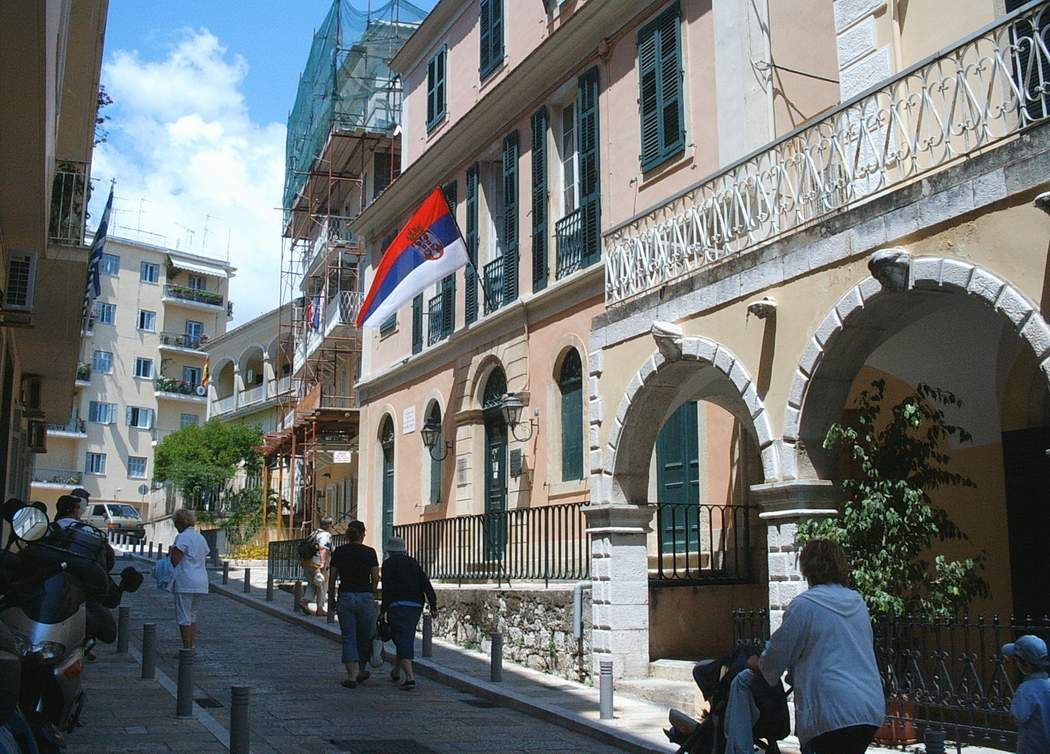
Serbiskt museum i korfu.

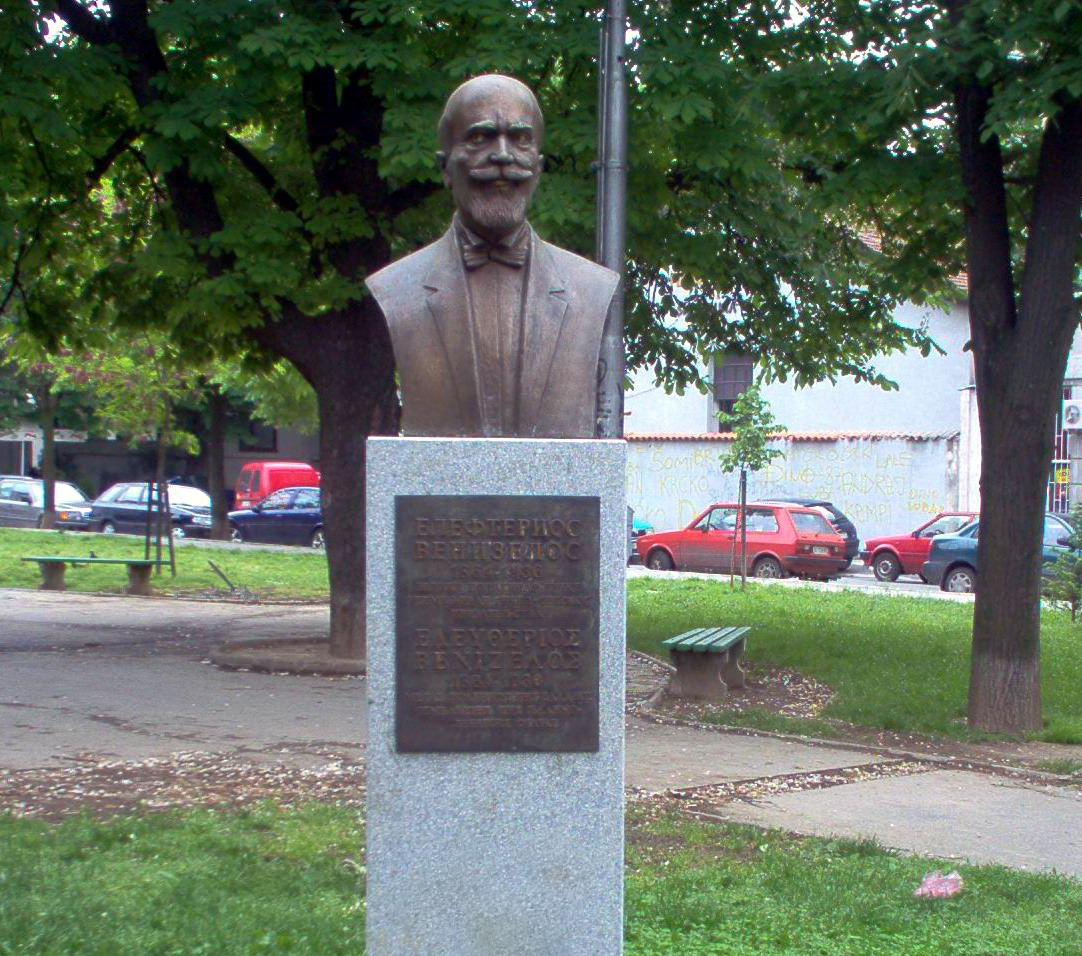
Byst av Eleftherios Venizelos i Belgrad.

Den grekiska regeringen, under styre av den nye kungen Konstantin motsatte sig att Grekland skulle träda in i första världskriget men skrev under ett alliansfördrag och ett militärt samarbete med Serbien i juni 1913. Detta i händelse av en eventuell attack från den sedan tidigare kända gemensamma fienden Bulgarien. Hans sympatier låg generellt sett närmare de tyska än de allierade. Han störtades dock av Eleutherios Venizelos år 1917, men fördraget som Konstantin skrev under ogiltigförklarades inte och diplomatin mellan länderna blomstrade på grund av den ömsesidiga förståelsen och vänskapen mellan premiärministrarna Pasic och Venizelos.
Korfu tjänade som tillflyktsort för Serbiens armé, som tvingades retirera dit på grund av de allierade styrkornas fartyg från Österrike och Bulgarien. Under sin vistelse på Korfu dog en stor del av de serbiska soldaterna av utmattning, livsmedelsbrist och olika sjukdomar. De flesta av deras kvarlevor begravdes i havet nära ön Vido, en liten ö vid mynningen av Korfus hamn, där ett monument tillägnat den grekiska nationen har rests av de tacksamma serberna och följaktligen kallas vattnet kring ön Vido av serber för den "blå kyrkogården" (på serbiska,Плава Гробница), efter en dikt skriven av Milutin Bojić efter första världskriget.

### Andra världskriget
År 1941, under italiensk-grekiska kriget, när Hitler krävde fri passage runt Kungariket Jugoslavien för att kunna anfalla Grekland, försökte regenten Paul av Jugoslavien blidka Hitler genom att erbjuda en icke-angreppspakt, han tvingades dock till slut underteckna tremaktspakten som tillät tyskarna passage. I gengäld för detta blev Jugoslavien lovade att få den grekiska staden Thessaloniki i utbyte mot att de skrev under tremaktspakten. Två dagar senare störtade armén, som hade ett stort folkligt stöd av den serbiska befolkningen, den sittande regimen. Även om det kan hävdas att detta hade mer att göra med serbernas antityska sympatier snarare än en kärlek till Grekland, kvarstår dock det faktum att det serbiska folket fortfarande minns Venizelos svar till Wiens förslag att Grekland skulle attackera och invadera Serbien decennier tidigare: "Grekland är ett för litet land för att göra så stor illvilja".
Trots att den nya jugoslaviska regeringen återigen försökte blidka Hitler (med tanke på att landet var omgivet på tre sidor), var det serbiska folket entusiastiska i att fördöma tremaktspakten och folkmassor som paraderade på gatorna i Serbien skanderande slagord som "hellre krig än pakt". Hitler var inte glad, och han litade inte längre på Jugoslaviens proklameringar och försök att ställa sig in. Omedelbart efter kuppen beslutade han att invadera Jugoslavien och dela den adriatiska kusten, Banatet och Makedonien mellan Italien, Ungern och Bulgarien. Efter Jugoslaviens fall straffades det serbiska folket med folkmord av den protyska kroatiska, kristet fascistiska och extremnationalistiska organisationen Ustaša.

### Jugoslaviska krigen (1991–2001)
I mitten av 1992 svarade FN på de serbiska offensiverna i forna Jugoslavien genom att deklarera fullt handelsembargo med Serbien, vilket gällde alla medlemsländer. Sanktionerna placerade Grekland, som hade erkänt Bosnien och Hercegovinas självständighet strax efter sitt uttalande 1992, i en svår situation. Serbien var en viktig handelspartner med starka religiösa och historiska band till Grekland och Serbien hade ända från början stöttat Grekland i den Makedonska namnkonflikten. Konstantinos Mitsotakis och Andreas Papandreou regeringar hade en längre tid fruktat att det bosniska kriget skulle sprida sig i en riktning som skulle få den att involvera Turkiet, Albanien och Grekland, så från och med år 1992 åtog de sig en lång rad fredsförhandlingar med Serbiens president, Slobodan Milošević, bosnienserbiska ledaren Radovan Karadžić och den bosniska regeringen, dock utan resultat. Under tiden rapporterades det att mat, olja och vapen förflyttades från Grekland till Serbien, trots det handelsembargo som FN genomfört. Före, under och efter Greklands ordförandeskap i EU 1994 var Grekland det enda land att stödja Serbiens val att gå in med sina styrkor på Bosniens territorium. I början av 1994 visade Grekland sitt missnöje med sina europeiska allierade genom att rösta emot Natos flyganfall på serbiska positioneringar. Grekland vägrade också att låta Nato använda deras flygbaser i Preveza vid Joniska havet för sådana angrepp och vägrade att leverera grekiska soldater till den fredsbevarande operationen i Bosnien. Greklands ställning i Natofrågan var totalt i motsats till den i Turkiet, som stödde den bosniska regeringen.
I december 1994, efter officiella samtal med Milošević i Aten upprepade Papandreou att Grekland och Serbiens ställningstagande i Bosnienfrågan var i stort sett identiska. Milošević kom med förslaget att skapa en konfederation mellan Grekland, Serbien och Makedonien, ett förslag som inte fick något stöd alls av fraktionerna i Grekland.

#### Bistånd till bosnienserber och Republika Srpska
Enligt C. Wiebes, professor vid Amsterdams universitet, ägnade sig den grekiska säkerhetstjänsten EYP åt systematiskt sabotage av Natos operationer i Bosnien under mitten av 1990-talet, i ett försök att stödja Bosnienserbiska nationalister. I sin rapport för den nederländska regeringen, med namnet Intelligence en de oorlog in Bosnie 1992-1995, hävdar Wiebe att EYP läckte hemliga militära planer från Nato (som de fått i egenskap av allierad underrättelsetjänst) till de bosnienserbiska ledarna, och även till general Ratko Mladić personligen under sommaren 1995. Så småningom, menar Wiebe i sin rapport, upphörde Natoallierade att dela med sig av militära planer till de grekiska myndigheterna.
I augusti 2008 besökte en grupp advokater från Chania, Kreta och Grekland den av ICTY åtalade Radovan Karadžić, de erbjöd honom sina tjänster gratis och bad internationella organisationer att säkerställa en rättvis rättegång för den tidigare bosnienserbiske presidenten.

#### Srebrenica
Enligt AFP deltog ett dussin grekiska volontärer tillsammans med serber i Srebrenica. De var medlemmar av Greek Volunteer Guard (ΕΕΦ), eller GVG, en del av grekiska paramilitärer som bildats på begäran av Ratko Mladić som en integrerad del av "Drina Corps". Vissa hade kopplingar till den grekiska nynazistiska organisationen Gyllene gryning, andra var legosoldater. Motiveringen för volontärerna var en önskan att stödja deras "ortodoxa bröder" i strid. På Mladic begäran höjde de den grekiska flaggan i Srebrenica efter att staden hade fallit, för att hedra "de modiga grekerna som slogs på vår sida." Radovan Karadžić har därefter dekorerat fyra av dem."
År 2005 efterlyste Greklands ställföreträdare Andreas Andrianopoulos en undersökning av de grekiska volontärernas roll vid Srebrenica. Den grekiske justitieministern Anastasios Papaligouras beställde en utredning, som ännu inte har rapporterats in.

#### Natos bombningar av forna Jugoslavien
Natos bombningar av Jugoslavien orsakade ett starkt folkligt reaktion i Grekland, statsminister Kostas Simitis sökte en politisk lösning av Kosovokonflikten. Grekland vägrade att delta i strejkerna mot Jugoslavien.
Flera opinionsundersökningar har genomförts, av vilka visade att 99,5% av den grekiska befolkningen helt var emot bombningarna, och 85% tror Natos motiv var strategiskt och inte humanitärt. 69% ville att Bill Clinton skulle ställas inför rätta för krigsbrott, medan 52% motsatte sig införandet av kosovoalbanska flyktingar i Grekland.
20 framstående grekiska domare i den högsta domstolen (statsrådet) undertecknade en deklaration där de förklarade Nato skyldiga till krigsförbrytelse. Den så kallade "folkets domstol" på det centrala torget i Aten fann Nato och Bill Clinton skyldiga till krigsförbrytelse.
Under en C-SPAN diskussion år 2005 med General Wesley Allen Clark, befälhavare över Nato under Kosovo-kriget och Natos bombningar, rapporterades det att flera grekiska icke-statliga organisationer hade skickat förnödenheter mitt under bombningarna, som orsakade bombningarna av vissa mål svårare, avsikten med förnödenheterna var för att förebygga de militära insatserna genom att skicka humanitär hjälp till de Kosovo-serbiska enklaverna.

## Vänskap under övriga krig
Serberna och grekerna, medan ständigt krigande i de tidiga stadierna av serbiska historien kring medeltiden, har generellt sett varit på samma sida i de flesta moderna konflikter. Också en Montenegros serbiska befälhavare vid namn Vasos Mavrovouniotis var en mycket inflytelserik faktor i det grekiska frihetskriget och ses också av vissa som någon som representerar de gemensamma militära mål nationalistiska serber och greker, för trots att han var serb, hjälpte han grekerna befria sig från osmanska. Under både Balkankrigen och världskrigen slogs serber och greker på samma sida. Många i båda nationerna ser, när det gäller länder som Albanien och Turkiet, som "gemensamma fiender", en faktor som kan bidra till vänskapen mellan de två nationerna.

## Andra faktorer

### Greker i Serbien
Det grekiska utrikesdepartementet hävdar att äktenskap mellan serber och greker som bor i Serbien är ganska vanligt, och att detta är både en orsak och resultatet av de nära band som delas av många greker och serber.
I februari 2008 vände sig den grekiska minoriteten som bor i Serbien till Grekland för att inte erkänna ensidigt utträde i Kosovo av kosovoalbanerna. De uppgav att Kosovos självständighet skulle äventyra stabiliteten på Balkan och försvaga den traditionella serbisk-grekiska relationen.

### Serber i Grekland
Mer än 15 000 Serber bor och lever i Grekland.
Uppskattningsvis var det 350 000 serbiska medborgare som besökte Grekland under 2008. 432 000 Serber besökte under 2009. Många serber besöker Grekland på grund av det viktiga serbiska kulturarvet som finns i landet. Några av de kulturella och religiösa platser särskilt viktigt att serberna inkludera Hilandar klostret på Athos, Zeytinlik kyrkogården i Thessaloniki och ön Korfu.

### Humanitärt stöd
Efter utbrottet av kriget på Balkan, fick serberna enorm humanitär hjälp från Grekland och Cypern, samt kyrkorna i Grekland och Cypern, med början år 1990. Detta stöd kom från alla delar av det grekiska samhället: från staten, från kyrkan, från olika organisationer och från allmänheten. Merparten av stödet fokuserade på att hjälpa serber från Republika Srpska, Serbiska republiken Krajina och serber som hade lidit som en följd av de krig som härjade dessa områden.

#### Stöd till Serbien
I slutet av juli 1995 meddelades det att det grekisk-serbiska vänskapsförbundet skulle distribuera humanitärt bistånd i form av ris till Serbien i mitten av augusti. Enligt ordföranden i organisationen, överste Panayiotis Mihalakakos, uppskattades den totala kostnaden för projektet till 5 miljoner drachmer och i Pireus hamnmyndighet tog medförslagsställare initiativet och tillhandahöll nödvändiga förpackningar och transport av lasten.
I mars 1999 säkrade affärsmannen Stavros Vitalis det frivilliga deltagandet av 250 greker för att resa till Belgrad för att kunna erbjuda all form av hjälp de kunde till det serbiska folket. Bland de 250 personerna fanns advokater, läkare och andra yrkesgrupper. Stavros Vitalis sade att de var på serbernas sida, eftersom de betraktade dem som vänner och bröder.
Den 25 oktober 1999 mottog Serbiens hälsominister Leposava Milicevic en delegation från det grekisk-serbiska vänskapsförbundet "antikens Grekland." Delegationen leddes av organisationens president Laios Constantinos. Mötet med hälsoministern gav upphov ett antal initiativ när det gäller humanitära biståndsenheter, hälsoskydd och medicinska förnödenheter.
I april 1999 samlade kommunen Kalamaria in 50 ton humanitärt bistånd bestående av mat och mediciner. Uppdraget leddes av borgmästaren i Kalamaria, Christodoulos Economidis. Det grekiska hälsoministeriet utfärdade ett särskilt tillstånd som tillät blod donerat av frivilliga från kommunerna Kalamaria, Pentalofos och Florina, tillsammans med munkarna i det serbiska klostret Hilandar på Athos, som skulle ingå i den humanitära enheten.
Under samma månad, meddelade företrädare för Aten-baserade samhället av "grekisk-serbisk Vänskap" att de skulle skicka en konvoj på 16 lastbilar med humanitärt bistånd bestående av livsmedel och medicinsk utrustning, och värt över två miljoner tyska mark, till Serbien den 20 april. Gruppen "grekisk-serbisk vänskap" informerade även pressen att det hade engagerat advokater för att väcka åtal mot Natos ledare och den Internationella domstolen i Haag för sin attack mot Jugoslavien och för de oskyldiga civila liv som gått förlorade som en direkt följd av dessa attacker.
Den 7 maj 2006 hölls en välgörenhetsmiddag som anordnades av Lifeline Hellas i Thessaloniki, under beskydd av Kronprins Alexander II och Kronprinsessan Katherine i syfte att bidra till att minska bristen på viktig utrustning på sjukhus genom att uppgradera den neonatala intensivvårdsavdelningar i Belgrad, Niš, Novi Sad, och Kragujevac och därmed rädda livet på nyfödda barn. Detta var det andra evenemanget i sitt slag som anordnades 2006, efter den framgångsrika välgörenhetsmiddagen som hade anordnats i slutet av januari i Aten. Många företag och organisationer, liksom framstående familjer och medlemmar av näringslivet i Thessaloniki, samarbetade och stödde den humanitära insatsen.

#### Stöd till serberna i Bosnien
Den 4 oktober 1995 meddelades att ett "fredståg" som medförde 10 000 ton av humanitärt bistånd bestående av kläder, läkemedel och mat skulle lämna Grekland den 26 oktober för att hjälpa bosnienserbiska flyktingar. Detta arbete organiserades av "makedonska-Trakien samordningskommittén för stöd till de ortodoxa serberna i Bosnien" och hade inrättats på initiativ av Balkan Strategy Development Institute och den grekisk-serbiska föreningen. Kommitténs ledamöter kommer från prefekturer, städer i norra Grekland, kommuner, kammare samt offentliga och privata företag.
Den 5 december 1995 skickades 70 ton humanitärt bistånd i form av olivolja, mjöl, barnmat och medicin till de bosnienserber som var baserade i regionen Prijedor. Initiativet togs av borgmästaren i Neapolis, Hadjisavas.
Fredagen den 22 februari 1996 samlade "Athens Association of Greek-Serb Friendship" ihop 200 ton humanitärt bistånd, som bestod av mat, kläder och medicin, som sedan skickades till Srpska. Stödet åtföljdes av en delegation under ledning av föreningens ordförande, Konstantinos Christopoulus.
Den 3 juli 1997 anlände humanitärt bistånd bestående av kläder och livsmedel i Doboi. Stödet åtföljdes av en delegation på 10 personer från kommunen Peristeri i Aten, inklusive borgmästare Peristeri Giorgos Panopoulos. Delegationen välkomnades av borgmästaren i Doboi, Drago Ljubitsic, som uppgav att de vänskapliga banden mellan grekerna och serberna skulle vara för evigt och att ingen kommer att kunna avbryta dem.

#### Stöd till serber i Kroatien
Den 7 augusti 1995 meddelade Greklands försvarsminister Gerasimos Arsenis att Grekland skulle skicka humanitär hjälp som bestod av medicin, mat och kläder till serbiska flyktingar från Krajina. De första två flygplanen skulle skickas den 8 augusti. Grekland meddelade också att grekiska läkare skulle skickas till regionen och att några av de sårade skulle få behandlas på grekiska militärsjukhus. När det gäller själva konflikten kritiserades regeringarna i väst för sin roll. Utrikesminister Karolos Papoulias fördömde den kroatiska offensiven och vice utrikesminister för Europafrågor, Georgios Alexandros Mangakis, kritiserade USA och Tyskland för att stötta Kroatiens offensiv mot Krajinaserberna.

## Organisationer
Den 28 juli 2006 tog 18 medlemmar av den serbiska parlamentet initiativet att införa en "serbisk-grekisk vänskapsgrupp", med syfte att vilja öka det parlamentariska samarbetet mellan båda nationerna.